# Latenzzeit (Noxen)
| Qualitätssicherung | Dieser Artikel wurde aufgrund von formalen und/oder inhaltlichen Mängeln auf der Qualitätssicherungsseite der Redaktion Medizin eingetragen. Bitte hilf mit, die Mängel dieses Artikels zu beseitigen, und beteilige dich dort an der Diskussion. Die Mindestanforderungen für medizinische Artikel sollen dadurch erfüllt werden, wodurch eine eventuelle Löschung des Artikels oder von Artikelpassagen innerhalb von vier Wochen vermieden wird. | Redaktion Medizin |

Unter einer Latenzzeit (auch: Latenzphase, Latenzperiode, Latenzstadium, Induktionszeit; lateinisch latens = verborgen, heimlich) im medizinischen Sinne versteht man das Zeitintervall zwischen Einwirkung eines schädlichen Reizes (vor allem einer Noxe oder ähnlichem) und dem Ausbruch der daraus hervorgerufenen Krankheit. In der Infektiologie ist die Latenzzeit der Zeitraum von der Infektion bis zum Zeitpunkt Infektiosität im Gegensatz zur Inkubationszeit, die das Intervall zwischen Infektion und ersten Symtomen angibt. Auch beim Einwirken anderer Noxen oder Schadfaktoren (Toxin, Kanzerogen, ionisierende Strahlung, Trauma) spricht man von einer Latenzzeit.

## Beispiele
Die Latenz ist in der Medizin die Zeit zwischen Infektion bei mit selber und dem Zeitpunkt, an dem ich selbst andere infizieren kann. In der Genetik versteht man unter der Latenz die „als Inaktivität gedeutete Nichtmanifestation eines im Erbgut vorhandenen Gens.“ „Als Latenz wird die Geschwindigkeit des Wirkungseintritts eines Medikaments bis zum Wirkungsmaximum verstanden.“
In der Psychiatrie und in der Psychologie bezeichnet man nach Sigmund Freud die ‚Aufschubperiode‘ zwischen der letzten Phase frühkindlicher Sexualität und dem Beginn der Pubertät als Latenz oder Latenzzeit. In der Neurophysiologie gilt die zwischen Reizeintritt (Reizdarbietung, Reizung) und Reizantwort (Reaktion) verstreichende Zeit als Latenzzeit. In der Arbeitsmedizin wird die Latenzzeit bei der Begutachtung zum Beispiel auch von Strahlenschäden, Verschleißkrankheiten, Vergiftungen und Pneumokoniosen berücksichtigt.
Eine als Reizverzug bekannte Latenzzeit beobachtete man (nach August Bier) zum Beispiel bei der Einwirkung von Sonnenstrahlen auf den Körper, bei Badekuren in Form der Nachwirkung oder bei der Phosphornekrose von Zündholzarbeitern.  In der Elektroneurografie gibt es die distale Latenzzeit zwischen Reizeintritt und Reizantwort.

## Geschichte
Carl Ludwig beschrieb 1858 den zeitlichen Verlauf von Muskelzuckungen: „Die Zeit, welche zwischen dem Reiz und der eintretenden Verkürzung liegt, bezeichnet man als die der latenten Zuckung, oder latenten Reizung.“
Der Physiologe Leonard Landois beschrieb 1888 in einer Übersichtsarbeit zur Myographie ausführlich das Latenzstadium bei Muskelzuckungen. In derselben Enzyklopädie beschrieb Alexander Rollett ebenfalls 1888 das Stadium der latenten Reizung. Dieses Stadium der latenten Reizung nannte man Latenzstadium oder Latenzzeit.